# Pozza di marea
Le pozze di marea sono pozze rocciose sulle rive del mare piene d'acqua. Molte di queste pozze esistono singolarmente solo durante la bassa marea.
Costituiscono l'habitat di forme di vita particolarmente adattabili che attirano l'attenzione di naturalisti e biologi marini.

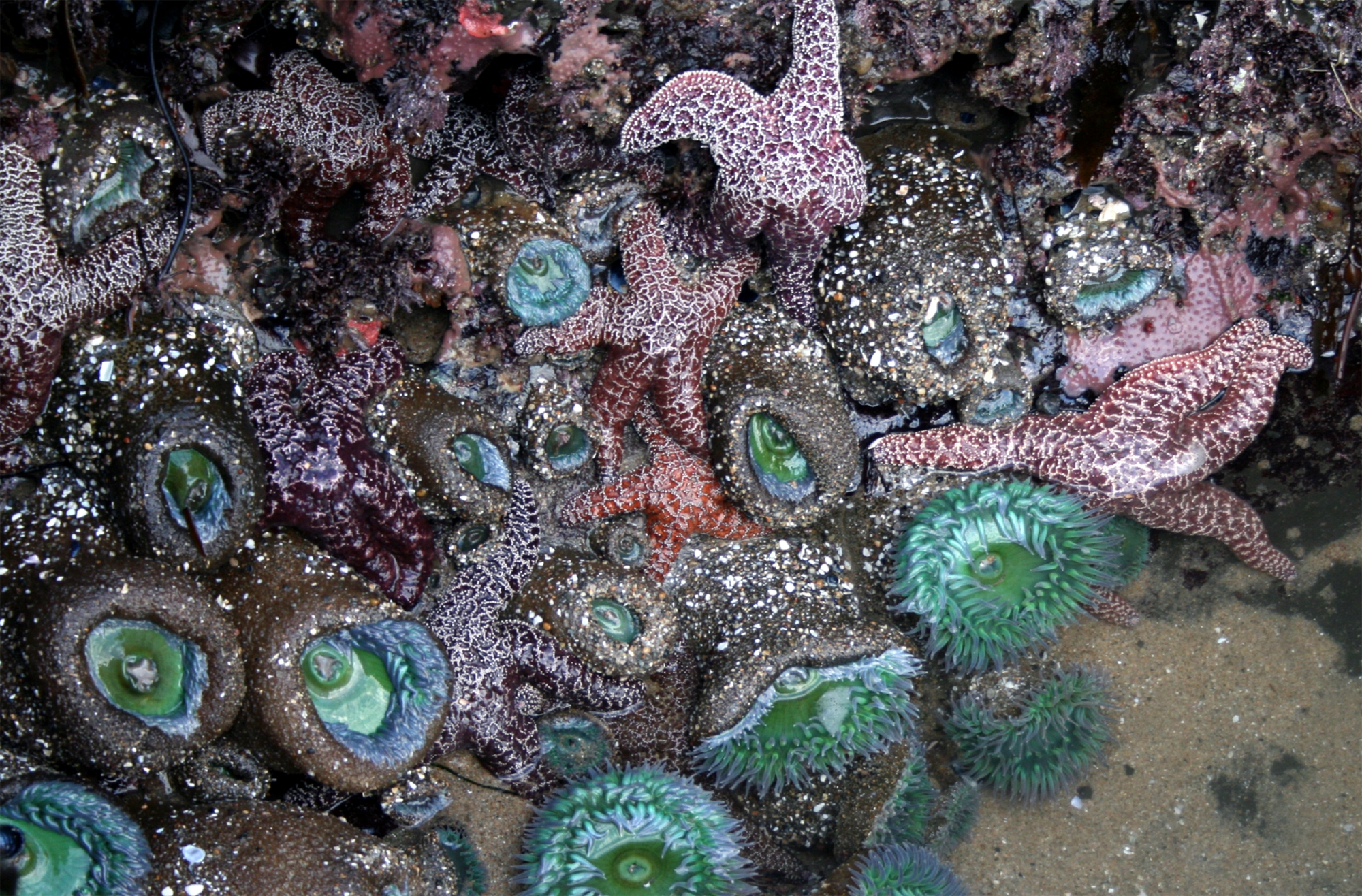
Pozza di marea in Santa Cruz, California, con stelle di mare, anemoni e spugne.

Pozza di marea a Porto Covo sulla costa occidentale del Portogallo

## Zone di formazione
Le pozze di marea esistono nel piano mesolitorale, vale a dire la zona compresa tra la bassa e l'alta marea. Queste zone sono sommerse dal mare durante l'alta marea e durante i temporali e possono ricevere spruzzi d'acqua per azione delle onde. In altri momenti le rocce possono essere sottoposte a condizioni estreme, con insolazione o venti freddi. Pochi organismi sono in grado di sopravvivere: tra essi troviamo i licheni e i cirripedi.
Il piano mesolitorale è periodicamente esposto al sole e al vento che essiccano i cirripedi costringendoli ad adattarsi alle perdite d'acqua. Le loro conchiglie di calcite sono impermeabili ed essi inoltre sono dotati di due placche che scivolano intorno alla bocca chiudendola.

## Zone di alta marea
Il piano mesolitorale è sommerso durante l'alta marea. Gli organismi che vi abitano devono sopravvivere all'azione delle onde, alle correnti e all'esposizione al sole. Questa zona è prevalentemente abitata da alghe marine e invertebrati, come anemoni, stelle di mare, chitoni, granchi, alghe verdi e mitili. Le alghe danno riparo a nudibranchi e paguri. Le stesse onde e correnti che rendono difficile la vita nelle zone di alta marea forniscono il nutrimento agli organismi mesolitorali e a quelli che lo ricavano filtrando l'acqua. 

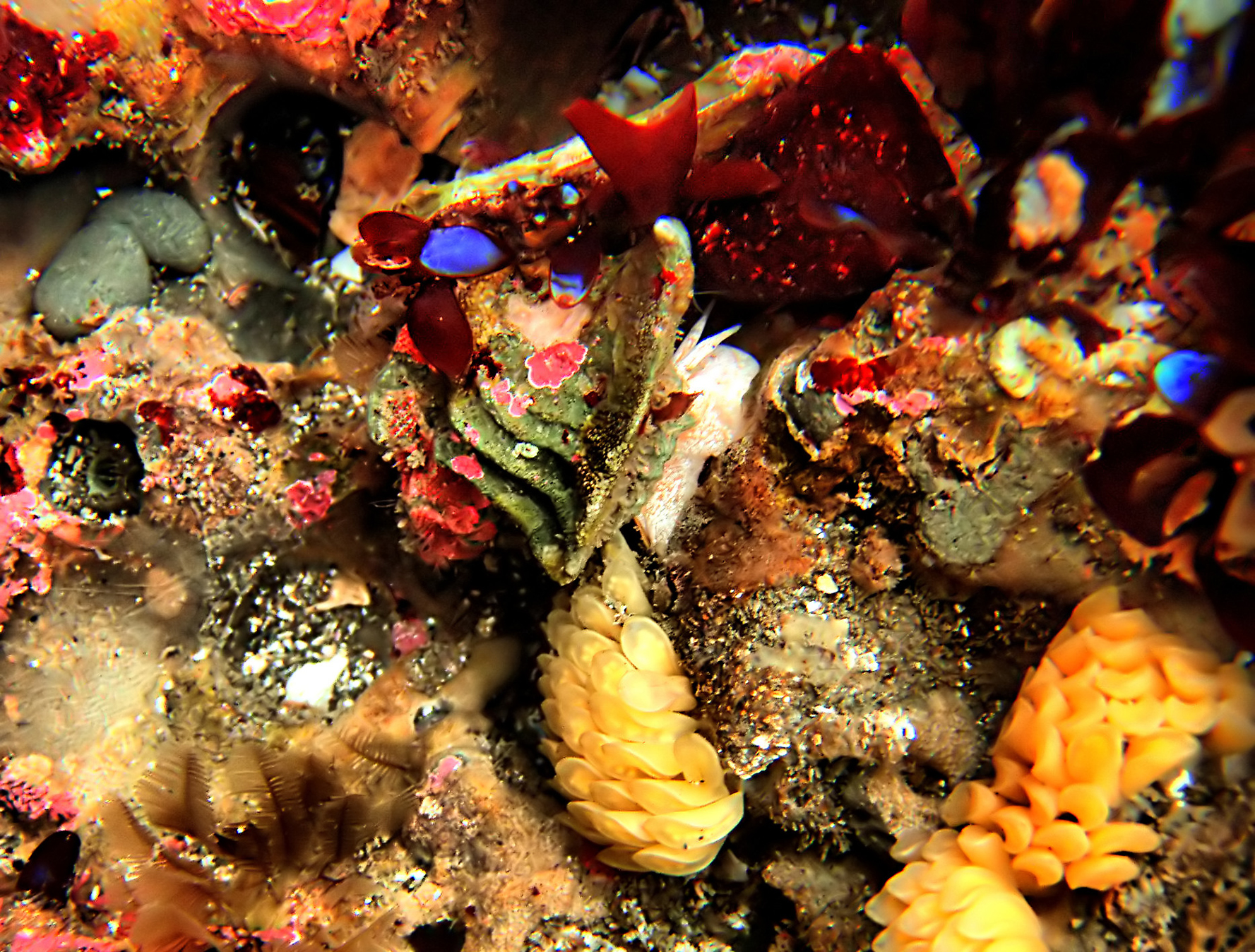
Pozza di marea in una zona di bassa marea

## Zone di bassa marea
Questa zona è di solito sommersa e resta esposta solo in occasione di basse maree anomale. Spesso brulica di vita e presenta una più folta vegetazione marina fatta specialmente di alghe. Presenta inoltre una grande biodiversità. Gli organismi di questa zona non devono adattarsi per far fronte all'essiccazione o alle temperature estreme come quelli delle zone di alta marea. Tra di essi si incontrano orecchie di mare, anemoni, alghe brune, chitoni, granchi, alghe verdi, idroidi, isopodi, patelle, mitili e a volte anche piccoli vertebrati come i pesci. Questi organismi possono crescere di più in grandezza essendoci cibo disponibile: le acque poco profonde consentono di avere più luce per la fotosintesi mentre la salinità è quasi a valori normali. La zona è anche relativamente protetta dai grandi predatori a causa dell'azione delle onde.

## La vita nelle pozze di marea
Le pozze di marea forniscono una dimora per organismi resistenti quali stelle marine, mitili e vongole. I suoi abitanti devono essere in grado di far fronte a frequenti cambi ambientali: fluttuazioni nella temperatura dell'acqua, nella salinità e nel contenuto di ossigeno. I pericoli vengono dalle onde, dalle correnti, dall'esposizione al sole di mezzogiorno e dai predatori.
Le onde possono rimuovere i mitili trascinandoli verso il mare. I gabbiani raccolgono i ricci di mare e li fanno cadere dall'alto per frantumarli. Le stelle di mare si nutrono di mitili e a loro volta sono preda dei gabbiani.
La diversità è maggiore nelle pozze che si formano nelle cavità delle rocce, mentre quelle che si formano sulla sabbia o tra la vegetazione terrestre sono più soggette all'aggressione dei predatori.

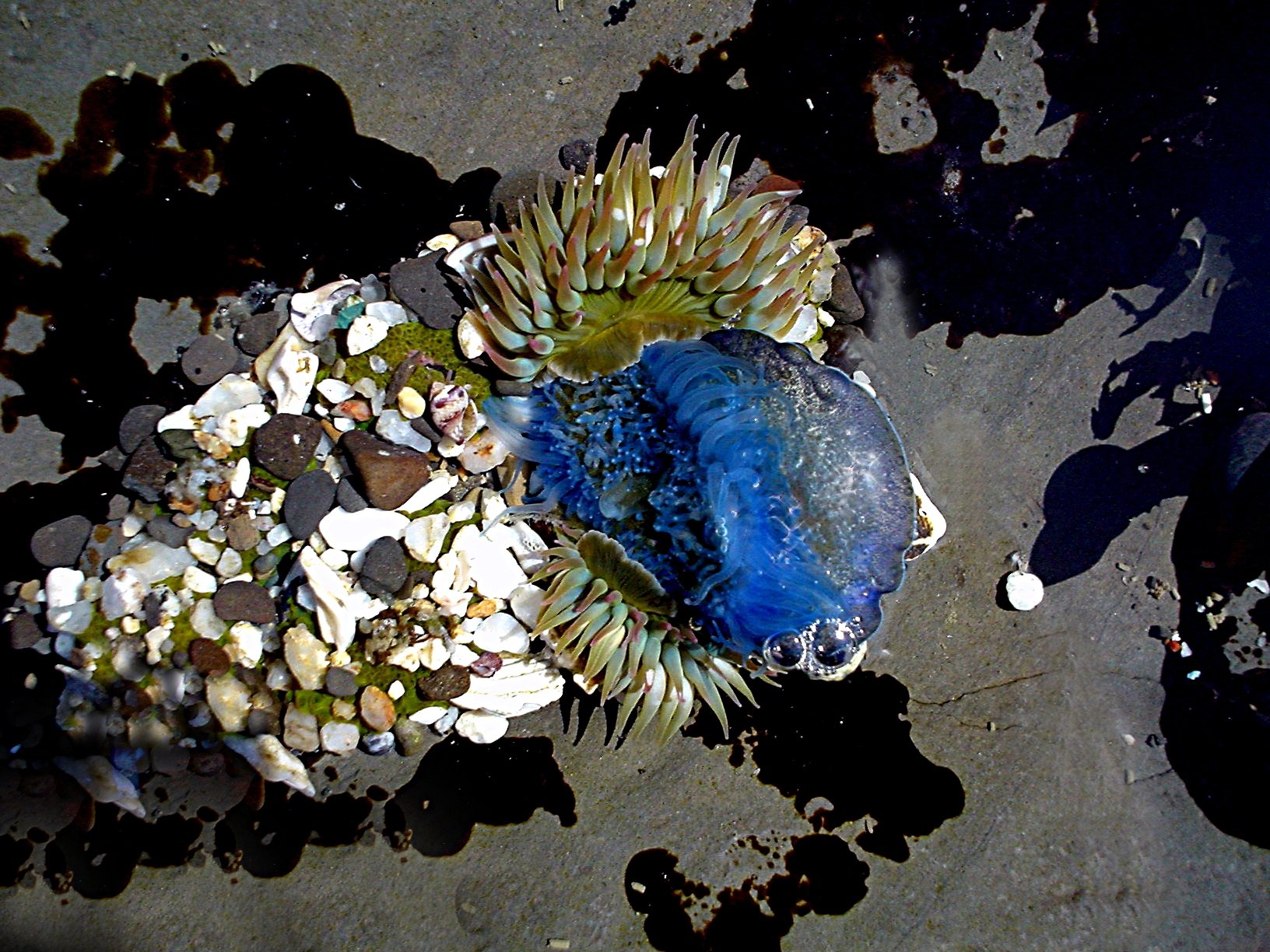
Un grosso anemone che consuma una barchetta di San Pietro.
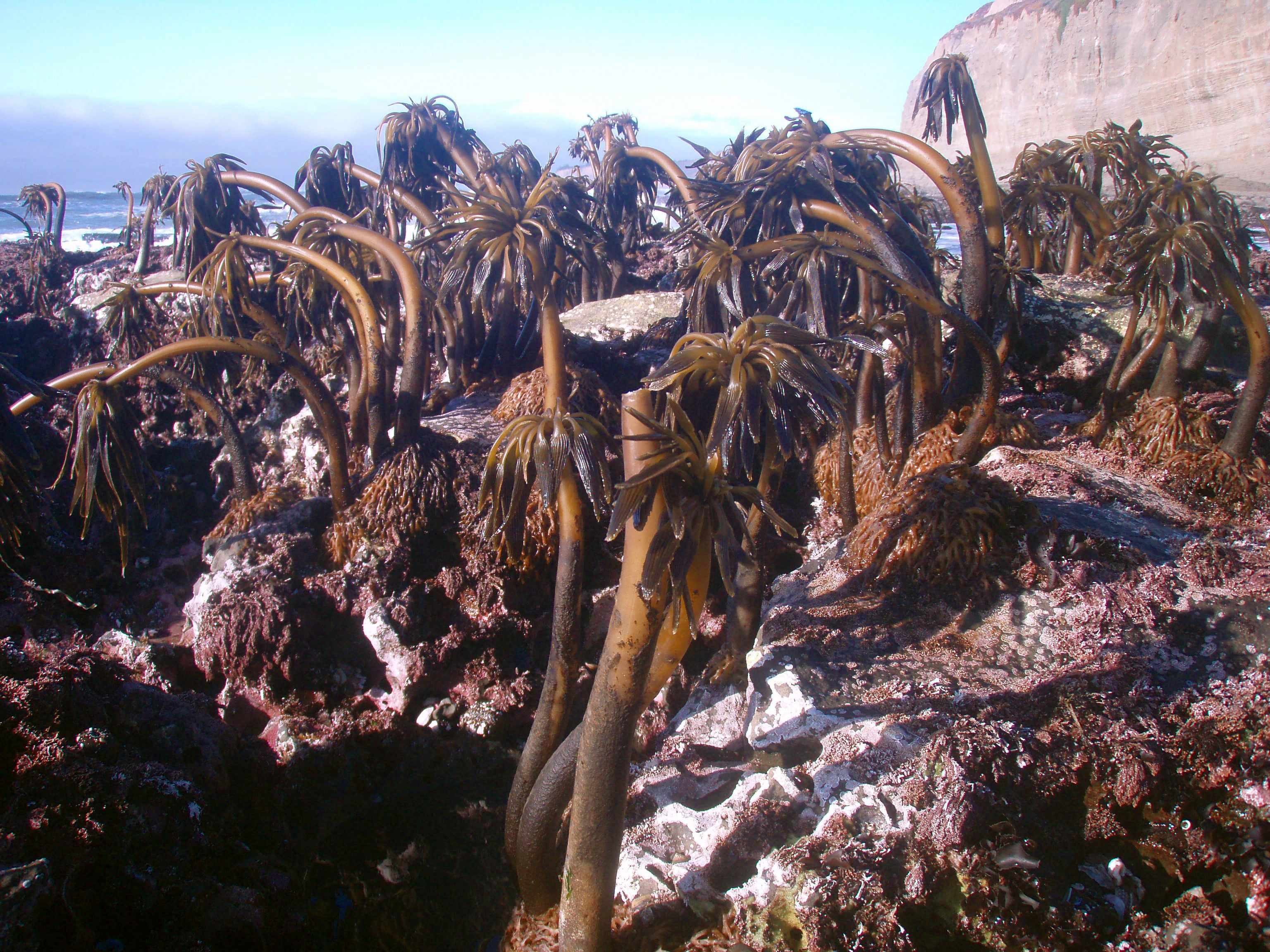
Palma di mare (Postelsia palmaeformis).
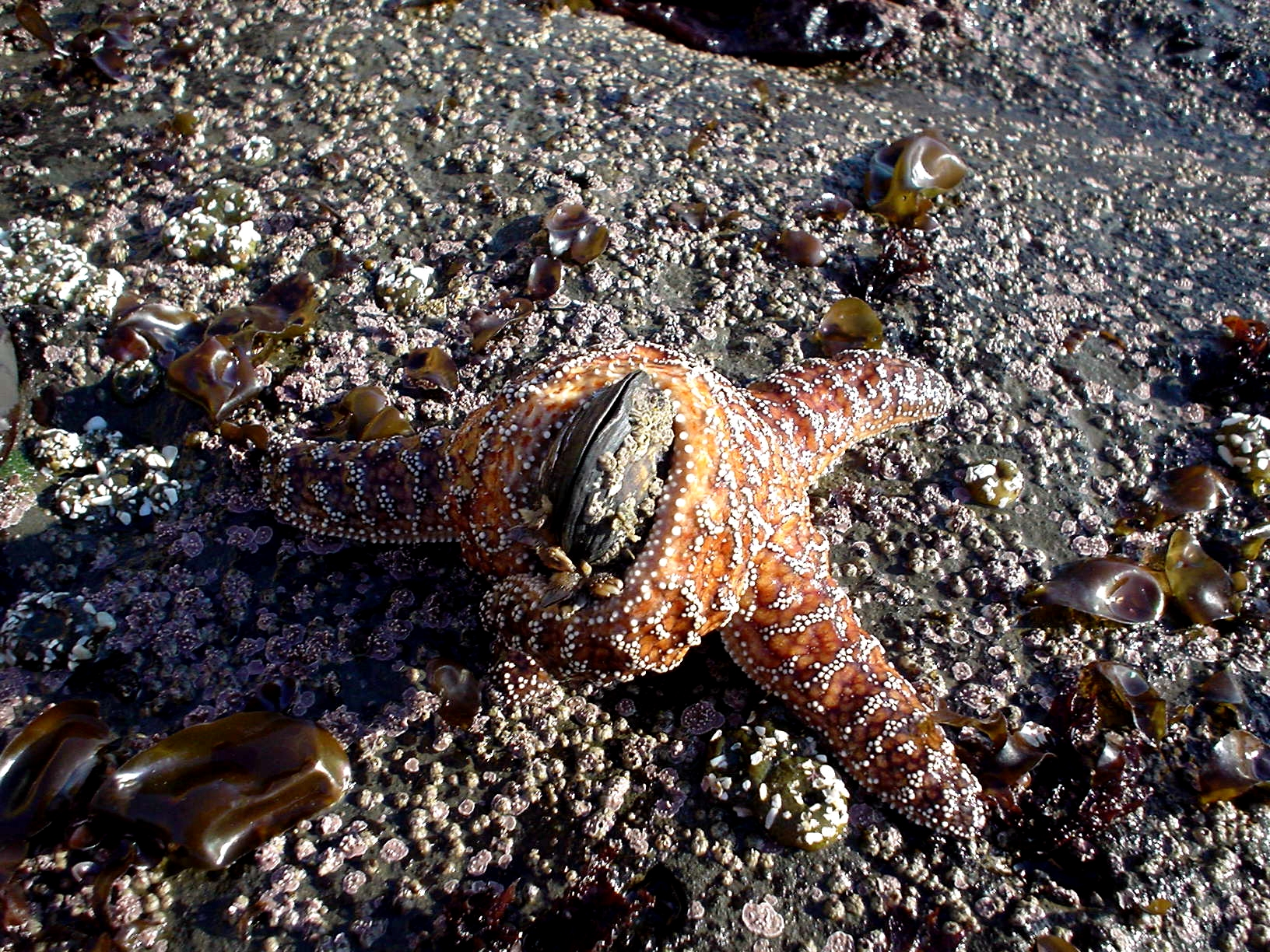
Stella di mare che consuma una cozza in una pozza di marea.
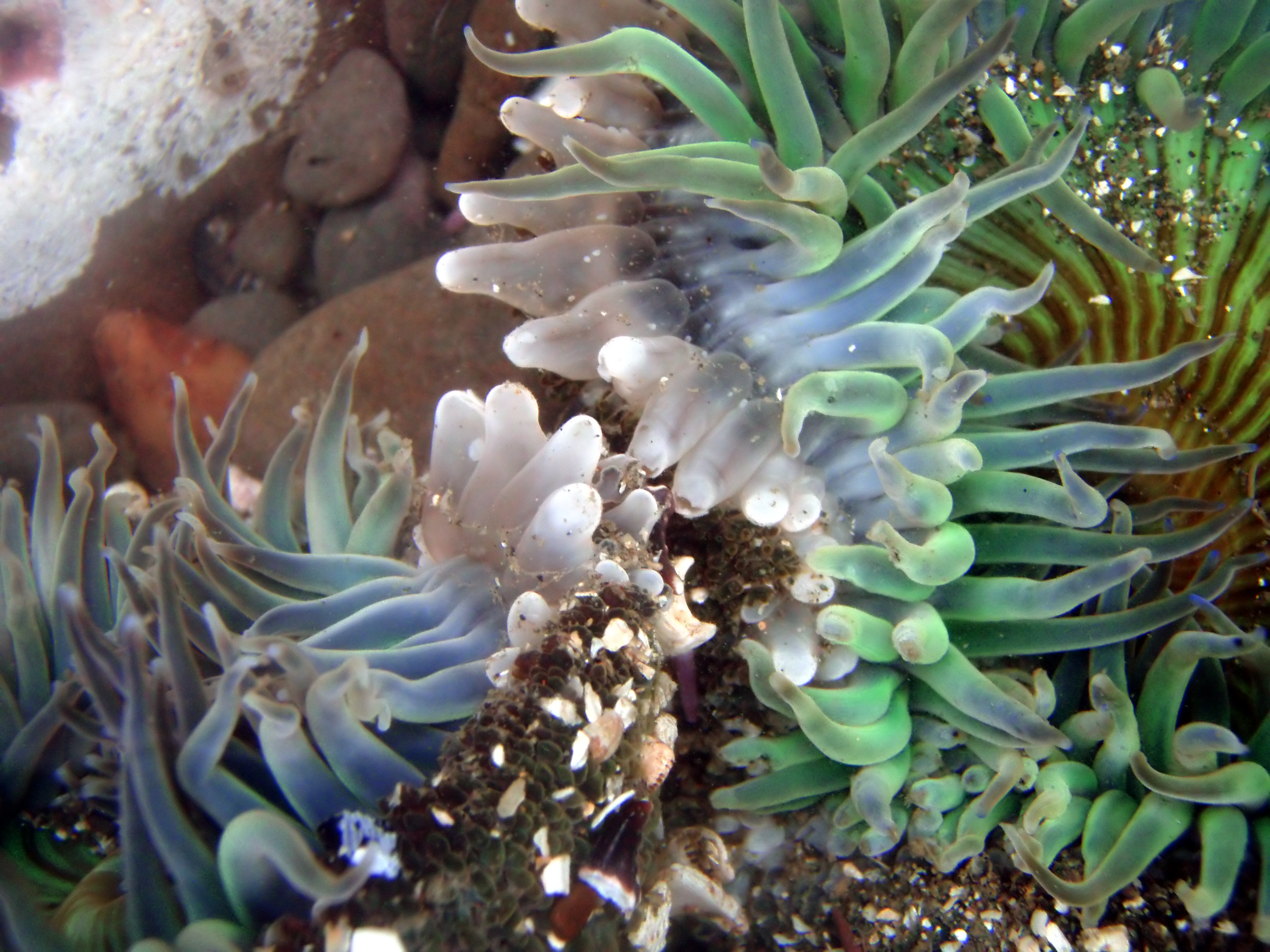
Anemoni di mare impegnate nella lotta per la conquista del territorio.